# Pasquale Cinquegrana
Pasquale Cinquegrana (Napoli, 21 aprile 1850 – Napoli, 27 aprile 1939) è stato un paroliere italiano.

## Biografia
Pasquale Cinquegrana nacque in un'abitazione a ridosso della Riviera di Chiaia nell'aprile del 1850. Primogenito di due fratelli, gli venne data la possibilità di studiare. Francesco, il fratello minore, invece, continuò la professione del padre e divenne un agiato commerciante, a differenza di Pasquale che visse in povertà, lavorando come insegnante in una scuola di Via dei sette dolori, professione che continuò senza interruzione fino all'età di settant'anni. Nel 1884, dopo aver conosciuto la figlia di un ufficiale di marina, Maria Lazzarini, che avrebbe sposato due anni dopo, iniziò a scrivere i testi di canzoni, la prima delle quali, Nun me guardà, venne musicata da Enrico de Leva e ottenne discreto successo, tanto da essere pubblicata da Casa Ricordi, rimusicata da altri quattro musicisti, e quindi ripubblicata da altrettanti editori. Nel 1887 iniziò a collaborare con Eduoardo Di Capua per il quale scrisse i testi delle canzoni Margaretella, Rusinella, Viene ccà,Frunnella 'e rosa e la più nota Capille d'oro, tutte pubblicate nell'arco di due anni.
La collaborazione tra Cinquegrana e Di Capua proseguì con le canzoni 'A chiave, 'A serenata d' 'e nnammurate e 'E bersagliere, quest'ultima del 1889. Il successo venne consolidato, tanto che i successi di Cinquegrana vennero parodiati: Capille d'oro divenne Pile d'ottone e Margherita de Parete, musicata da Vittorio Fassone nel 1891, divenneMargherita de soffitta. I due composero nel 1892 'A luntananza e la macchietta 'O sbruffone che si aggiudicò il premio al Concorso Eldorado-Salone Margherita.
La collaborazione con Di Capua non fu esclusiva: nel 1894 il grande successo della canzone Furturella, musicata da Salvatore Gambardella, mentre nello stesso anno iniziò anche la collaborazione con Giuseppe De Gregorio, con le canzoni Pennariale e Uocchie ammennole, con la scanzonata Ndringhetendrà del 1895 e Napule belle del 1898. Ndringhetendrà vendette più di 200.000 tra spartiti e testi ma portò a Cinquegrana e a De Gregorio solo 25 lire di diritti anche se si aggiudicò i premi per i versi per la musica al Concorso delle ferie estive portando ai due autori un totale di 400 lire di vincita.
Sempre nel 1898 Cinquegrana scrisse la canzone Montevergine, musicata da Vincenzo Valente, esordendo così nelle tematiche a carattere religioso. Ai primi del novecento si ripropone la collaborazione con De Gregorio per la canzone 'A cura e mammà. Ultime opere rimarchevoli di Cinquegrana furono Rosa Rusella, musicata da Vincenzo Di Chiara nel 1904, Cantammo e sunammo del 1912 su musica di Rodolfo Falvo e Voca e canta, musicata da Nicola Valente nel 1914.
A 76 anni Cinquegrana si propone come scrittore, con il poemetto in lingua napoletana 'A felicità d' 'e bestie. Muore nel 1939 lasciando di sé ricordo di appassionato autore della canzone napoletana e di intelligente e sagace interprete dell'animo napoletano.

## Opere

### Testi di canzoni
Tra i testi delle canzoni scritte da Cinquegrana si ricordano:
- Nun me guardà, musica di Enrico de Leva, 1886;
- Margaretella, musica di Eduoardo Di Capua;
- Rusinella, Viene ccà, musica di Eduoardo Di Capua;
- Frunnella 'e rosa, musica di Eduoardo Di Capua;
- Capille d'oro, musica di Eduoardo Di Capua;
- 'A chiave,musica di Eduoardo Di Capua;
- 'A serenata d' 'e nnammurate, musica di Eduoardo Di Capua;
- 'E bersagliere, musica di Eduoardo Di Capua, 1889;
- Capille d'oro;
- Margherita de Parete, musica di Vittorio Fassone, 1891
- 'A luntananza, musica di Vittorio Fassone, 1892;
- 'O sbruffone, musica di Vittorio Fassone, 1892;
- Furturella, musica di Salvatore Gambardella, 1994;
- Pennariale, musica di Giuseppe De Gregorio, 1994;
- Uocchie ammennole, musica di Giuseppe De Gregorio, 1994;
- Ndringhetendrà , musica di Giuseppe De Gregorio, 1895;
- Napule bellemusica di Giuseppe De Gregorio, 1898;
- Montevergine, musica di Vincenzo Valente, 1898;
- 'A cura e mammà, musica di Giuseppe De Gregorio;
- Rosa Rusella, musica di Vincenzo Di Chiara, 1904;
- Cantammo e sunammo, musica di Rodolfo Falvo;
- Voca e canta, musica di Nicola Valente, 1914.

### Poesia
Del Cinquegrana poeta si ricordano:
- 'A felicità d' 'e bestie, poemetto;
- Canzoni popolari
- Poesie;
- Frunnella 'e rose.